# 台基山遗址
台基山遗址位于中国浙江省湖州市长兴县雉城镇台基山文化遗址公园内（原长兴古城外西北侧），为一处新石器时代晚期泽文化至商周时期的遗址，2004年辟为面积近5万平方米的遗址公园，为浙江省县城中心地区的第一个遗址公园。